# 두케 데 파스트라나역
두케 데 파스트라나 역(스페인어: Duque de Pastrana)은 마드리드 지하철 9호선의 역이다. 마드리드 차마르틴 구의 두케 데 파스트라나 광장에 위치해 있다. 요금구역 상으로는 A구역에 속한다.

## 역사
1983년 12월 30일 9호선의 북쪽 지선 (아베니다 데 아메리카-플라사 데 카스티야) 구간 개통과 함께 문을 열었다. 지선 구간에 속했기 때문에 '9b호선'이라 불렸지만 1986년 2월 24일부터 9호선 본선에 속하게 되었다.

## 환승 정보
역 주변에 시내버스 정류장이 네 곳 있다.
버스
- 시내버스
  - 14, 70, 107, 129, 174번 노선 (주간)

지하철
| 마드리드 지하철                   | 마드리드 지하철       | 마드리드 지하철           |
| --------------------------------- | --------------------- | ------------------------- |
| 플라사 데 카스티야 파코 데 루시아 | 마드리드 지하철 9호선 | 피오 XII 아르간다 델 레이 |